# Yoan Cardinale
Yoan Cardinale (ur. 27 marca 1994 w La Ciotat) – francuski piłkarz występujący na pozycji bramkarza we  klubie OGC Nice.

## Kariera klubowa
Od 2009 szkolił się w szkółce piłkarskiej OGC Nice. 18 października 2015 zadebiutował w drużynie zawodowej OGC Nice na szczeblu Ligue 1. 
| Sezon   | Klub     | Kraj    | Rozgrywki | Mecze | Bramki | Rozgrywki Europy   | Mecze | Bramki |
| ------- | -------- | ------- | --------- | ----- | ------ | ------------------ | ----- | ------ |
| 2015/16 | OGC Nice | Francja | Ligue 1   | 26    | 0      | -                  | -     | -      |
| 2016/17 | OGC Nice | Francja | Ligue 1   | 36    | 0      | Liga Europy UEFA   | 5     | 0      |
| 2017/18 | OGC Nice | Francja | Ligue 1   | 11    | 0      | Liga Mistrzów UEFA | 0     | 0      |

Stan na: 3 listopada 2017 r.